# Alexander Armstrong (explorateur)
Alexander Armstrong (1818-4 juillet 1899), nait dans le comté de Donegal en Irlande. Il est médecin de marine, explorateur et auteur dans les années 1850 pendant sa traversée de l’arctique sur le HMS Investigator, sous le commandement de Robert McClure qui part à la recherche de l'expédition perdue de l'explorateur Sir John Franklin. Armstrong écrit un journal de bord, Personal narrative of the discovery of the North-west passage (histoire personnelle de la découverte du passage nord-ouest), qui est publié à Londres en 1857.
Il étudie au Trinity College de Dublin et à l'Université d'Édimbourg. Il entre dans le corps médical de la Royal Navy en 1842 et devient son directeur général en 1869. Il est présent lors du bombardement de Sveaborg pendant la guerre de Crimée. Il devient chevalier commandeur de l'ordre du bain en 1871 et sert de médecin honoraire à la Reine Victoria et au Prince de Galles, le futur Edward VII.